# 가측 함수
측도론에서 가측 함수(可測函數, 영어: measurable function)는 원상이 가측성을 보존하는 함수이다.

## 정의
두 가측 공간 {\displaystyle (X,{\mathcal {F}})}, {\displaystyle (Y,{\mathcal {G}})} 사이의 가측 함수 {\displaystyle f\colon X\to Y}는 다음 성질을 만족시키는 함수이다.
- 모든 {\displaystyle S\in {\mathcal {G}}}에 대하여, {\displaystyle f^{-1}(S)\in {\mathcal {F}}}

만약 공역이 유클리드 공간인 경우, 보통 공역에 보렐 시그마 대수를 부여한다. 만약 정의역이 유클리드 공간일 영우, 보통 공역에 르베그 시그마 대수를 부여한다. 즉, "가측 함수 {\displaystyle \mathbb {R} \to \mathbb {R} }"는 보통 {\displaystyle (\mathbb {R} ,{\mathcal {L}}(\mathbb {R} ))\to (\mathbb {R} ,{\mathcal {B}}(\mathbb {R} ))}을 의미한다.

## 성질
두 가측 함수
{\displaystyle f\colon (X_{1},{\mathcal {F}}_{1})\to (X_{2},{\mathcal {F}}_{2})}
{\displaystyle g\colon (X_{2},{\mathcal {F}}_{2})\to (X_{3},{\mathcal {F}}_{3})}
가 주어졌을 때, 그 합성 함수
{\displaystyle g\circ f\colon (X_{1},{\mathcal {F}}_{1})\to (X_{3},{\mathcal {F}}_{3})}
역시 가측 함수이다.

### 보렐 가측 함수
{\displaystyle X}와 {\displaystyle Y}가 보렐 시그마 대수를 갖춘 위상 공간이라고 하면, 다음이 성립한다.
- {\displaystyle X}와 {\displaystyle Y} 사이의 모든 연속 함수는 가측 함수이다.
- 반대로, 루진의 정리에 따르면, {\displaystyle Y}가 제2 가산 공간이며 {\displaystyle X}에 라돈 측도가 부여되었다면, 모든 가측 함수 {\displaystyle f\colon X\to Y}는 {\displaystyle X}의 (라돈 측도에 대하여) 거의 어디서나 연속 함수이다.

{\displaystyle (X,{\mathcal {F}})}가 임의의 가측 공간일 경우, 다음이 성립한다.
- 두 가측 함수 {\displaystyle f,g\colon (X,{\mathcal {F}})\to (\mathbb {R} ,{\mathcal {B}}(\mathbb {R} ))}에 대하여, {\displaystyle f+g} 및 {\displaystyle f\cdot g}는 가측 함수이다.
- 가측 함수의 열 {\displaystyle f_{1},f_{2},\dots \colon (X,{\mathcal {F}})\to (\mathbb {R} ,{\mathcal {B}}(\mathbb {R} ))}의 점별 극한은 가측 함수이다.
- 모든 르베그 적분 가능 함수 {\displaystyle X\to \mathbb {R} }는 가측 함수이다.

### 르베그 가측 함수
임의의 함수 {\displaystyle f\colon \mathbb {R} \to \mathbb {R} } 및 {\displaystyle g\colon \mathbb {R} \to [0,\infty )}에 대하여, 다음 두 조건이 서로 동치이다.
- {\displaystyle f\colon (\mathbb {R} ,{\mathcal {L}}(\mathbb {R} ))\to (\mathbb {R} ,{\mathcal {B}}(\mathbb {R} ))}는 가측 함수이다.
- 다음 함수는 르베그 적분 가능 함수이다.

{\displaystyle \operatorname {mid} \{-g,f,g\}\colon x\mapsto {\begin{cases}g(x)&f(x)\geq g(x)\\f(x)&-g(x)\leq f(x)\leq g(x)\\-g(x)&f(x)\leq -g(x)\end{cases}}}

### 바나흐 공간 값 가측 함수
다음 데이터가 주어졌다고 하자.
- 가측 공간 {\displaystyle (X,{\mathcal {F}})}
- {\displaystyle \mathbb {K} \in \{\mathbb {R} ,\mathbb {C} \}}
- (표준적인 위상과 보렐 시그마 대수를 갖춘) {\displaystyle \mathbb {K} }-바나흐 공간 {\displaystyle Y}

그렇다면, {\displaystyle X\to Y} 단순 함수는 다음과 같은 꼴의 함수 {\displaystyle f\colon X\to Y}이다.
{\displaystyle f=\sum _{i=1}^{k}y_{i}1_{S_{i}}}
{\displaystyle y_{1},\dots ,y_{k}\in Y}
{\displaystyle S_{1},\dots ,S_{k}\in {\mathcal {F}}}
{\displaystyle k\in \mathbb {N} }
(여기서 {\displaystyle 1_{S_{i}}}는 지시 함수이다.)
이제, 함수 {\displaystyle f\colon X\to Y}에 대하여, 다음 세 조건을 정의하자.
- (강가측 함수, 强可測函數, 영어: strongly measurable function) 단순 함수의 열의 점별 극한이다.
- (약가측 함수, 弱可測函數, 영어: weakly measurable function) 임의의 연속 쌍대 공간 원소 {\displaystyle \phi \in Y^{*}}에 대하여, {\displaystyle \phi \circ f\colon (X,{\mathcal {B}}(X))\to (\mathbb {K} ,{\mathcal {B}}(\mathbb {K} ))}는 가측 함수이다.

이 경우, 모든 강가측 함수는 가측 함수이며, 모든 가측 함수는 약가측 함수이다. 또한, 페티스 가측성 정리(Pettis可測性定理, 영어: Pettis measurability theorem)에 따르면, 함수 {\displaystyle f\colon X\to Y}에 대하여, 다음 두 조건이 서로 동치이다.:5, Theorem 1.1.6
- 강가측 함수이다.
- 약가측 함수이며, {\displaystyle f(X)\subset {\widetilde {Y}}}인 분해 가능 부분 공간 {\displaystyle {\widetilde {Y}}\subset Y}가 존재한다.

특히, 만약 {\displaystyle Y}가 분해 가능 바나흐 공간일 경우, {\displaystyle f\colon X\to Y}에 대하여, 다음 세 조건이 서로 동치이다.
- 강가측 함수이다.
- 가측 함수이다.
- 약가측 함수이다.

가측 공간 {\displaystyle (X,{\mathcal {F}})} 및 {\displaystyle \mathbb {K} \in \{\mathbb {R} ,\mathbb {C} \}} 및 두 {\displaystyle \mathbb {K} }-바나흐 공간 {\displaystyle Y}, {\displaystyle Z}가 주어졌다고 하자. 만약 {\displaystyle f\colon X\to Y}가 강가측 함수이며, {\displaystyle g\colon Y\to Z}가 가측 함수라면, {\displaystyle g\circ f}는 강가측 함수이다.:7, Corollary 1.1.11

## 예
정의에 따르면 확률 변수는 확률 공간을 정의역으로 하는 가측 함수이다.
모든 함수가 가측 함수는 아니다. 예를 들면, 만약 {\displaystyle A\subset \mathbb {R} }가 가측 집합이 아닌 경우, 지시 함수 {\displaystyle 1_{A}}는 가측 함수가 아니다.

### 강가측 함수가 아닌 가측 함수
분해 불가능 {\displaystyle \mathbb {K} }-바나흐 공간 {\displaystyle X} 위의 항등 함수
{\displaystyle f\colon x\mapsto x}
를 생각하자. 이는 연속 함수이므로 보렐 가측 함수이다. 그러나 {\displaystyle f(X)=X}가 분해 가능하지 않으므로, 페티스 가측성 정리에 따라 {\displaystyle f}는 강가측 함수가 아니다.:4, Example 1.1.5

### 가측 함수가 아닌 약가측 함수
실수의 셈측도 공간 {\displaystyle (\mathbb {R} ,{\mathcal {P}}(\mathbb {R} ),\mu )} 위의 르베그 공간 {\displaystyle \ell ^{2}(\mathbb {R} ;\mathbb {K} )}를 공역으로 하는, 다음과 같은 함수를 정의하자.
{\displaystyle f\colon \mathbb {R} \to \ell ^{2}(\mathbb {R} ;\mathbb {K} )}
{\displaystyle f(x)(t)={\begin{cases}1&t=x\\0&t\neq x\end{cases}}}
그렇다면, {\displaystyle f\colon (\mathbb {R} ,{\mathcal {L}}(\mathbb {R} ))\to (\ell ^{2}(\mathbb {R} ;\mathbb {K} ),{\mathcal {B}}(\ell ^{2}(\mathbb {R} ;\mathbb {K} )))}는 약가측 함수이지만, 가측 함수가 아니다. 우선, 임의의 {\displaystyle x\in \mathbb {R} }에 대하여,
{\displaystyle \langle f,f(x)\rangle =f(x)\colon (\mathbb {R} ,{\mathcal {L}}(\mathbb {R} ))\to (\mathbb {K} ,{\mathcal {B}}(\mathbb {K} ))}
는 가측 함수이다. 또한, 비가측 집합 {\displaystyle A\subset \mathbb {R} }에 대하여,
{\displaystyle B=\bigcup _{x\in A}\operatorname {ball} _{\ell ^{2}(\mathbb {R} ;\mathbb {K} )}(1,f(x))\subset \ell ^{2}(\mathbb {R} ;\mathbb {K} )}
는 열린집합이므로 가측 집합이지만, 그 원상
{\displaystyle f^{-1}(B)=A}
는 가측 집합이 아니다.